# آری نیمان
آری نیمان (فنلاندی: Ari Nyman؛ زادهٔ ۷ فوریهٔ ۱۹۸۴) بازیکن فوتبال اهل فنلاند است.
از باشگاه‌هایی که در آن بازی کرده‌است می‌توان به باشگاه فوتبال اینتر تورکو و باشگاه فوتبال تون اشاره کرد.
وی همچنین در تیم ملی فوتبال فنلاند بازی کرده‌است.